# ГЕС Буден
ГЕС Буден (швед. Boden) — гідроелектростанція на півночі Швеції. Знаходячись після ГЕС Вітт'ярв, становить нижній ступінь каскаду на річці Лулеельвен, яка впадає в Ботнічну затоку Балтійського моря біля міста Лулео.
У межах проєкту річку перекрили земляною греблею висотою 25 метрів та довжиною 150 метрів, яка утримує водосховище з припустимим коливанням рівня поверхні у діапазоні лише 0,3 м.
Інтегрований у греблю машинний зал обладнали двома турбінами типу Каплан потужністю по 39 МВт, що при напорі у 13 метрів забезпечують виробництво 455 млн кВт·год електроенергії на рік.
Диспетчерський центр для управління всім каскадом компанії Vattenfall на Лулеельвен розміщений у Вуоллерім, де розташована ГЕС Порсі.